# Piérnigas
Piérnigas – gmina w Hiszpanii, w prowincji Burgos, w Kastylii i León, o powierzchni 13,4 km². W 2011 roku gmina liczyła 44 mieszkańców.